# Kempower
Kempower是芬兰的直流电充电桩生产商，其业务遍布欧洲和美国。2023年其营业额中91 %来自欧洲。Kempower于2017年从Kemppi拆分为子公司，并于2021年在赫尔辛基证券交易所上市。

## 重大事件

### 上市
2021年11月，Kempower宣布进行首次公开募股，并计划筹集约8700万欧元。最终，Kempower从超过34000名投资者处筹集了约1亿欧元，并于同年12月赫尔辛基证券交易所First North板块上市。2024年6月，Kempower从First North板块转移至赫尔辛基证券交易所主板上市。

### 参与澳大利亚电动货车项目
2022年，Kempower宣布和澳大利亚充电桩生产商JET Charge合作参与 “Depot of the Future” 项目。当地货运公司Team Global Express计划在此项目中采购和部署60辆电动货车，Kempower将为该项目交付16个充电桩。